# Frente para a Libertação do Enclave de Cabinda
Het Frente para a Libertação do Enclave de Cabinda (FLEC) of Front voor de Bevrijding van de Enclave Cabinda is een gewapende afscheidingsbeweging die strijdt voor de onafhankelijkheid van de Angolese olierijke exclave Cabinda. Dit gebied was van 1885 tot 1975 een Portugees protectoraat. Nadat Portugal in 1975 Angola onafhankelijkheid verleende, werd door het FLEC een voorlopige regering gevormd en op 1 augustus werd hun leider Luiz Ranque Franque tot president van Cabinda benoemd. Tussen november 1975 en 4 januari 1976 werd Cabinda bezet door de Movimento Popular de Libertação de Angola en sinds 1976 maakt het deel uit van Angola.
Het FLEC heeft weinig gewapende acties uitgevoerd en is vooral bekend door de ontvoeringen van medewerkers van olieconcerns.

## Organisatie
Er zijn verschillende facties of splinterbewegingen van de FLEC, die onderling soms erg verdeeld zijn, maar er is weinig bekend over de interne organisatie en discipline van de verschillende FLEC-facties. Alle FLEC-facties bij elkaar zeggen over enkele duizenden strijders te beschikken, maar internationale waarnemers schatten dat het er minder dan duizend zijn. In 1996 werd in Nederland de splintergroep Frente de Libertação do Estado de Cabinda (Front voor de Bevrijding van de Staat van Cabinda) opgericht. De vlag van deze groep is blauw, geel, zwart, met het Simulambuco-monument in het geel.

## Geschiedenis
De organisatie ontstond in 1963 door de fusie van drie eerdere onafhankelijkheidsbewegingen in Cabinda, Movimento para a Libertação do Enclave de Cabinda, Comite d'acção de União Nacional Cabindesa en liança Nacional do Mayombe.
In april 1996 werd door een FLEC-factie en de Angolese regering een staakt-het-vuren getekend, waar andere facties zich later bij aansloten.
In juni 2005 arresteerde de Nederlandse politie de vredesonderhandelaar Antonio Bembe, die de jaren daarvoor belangrijk was voor de vredesbesprekingen, maar in 1990 mogelijk betrokken was van de ontvoering van een medewerker van Chevron, een Amerikaans olieconcern dat financiële steun aan Angola gaf voor de invasie en bezetting van Cabinda om zo de olievelden te kunnen overnemen. Bembe had van het Nederlands ministerie van Buitenlandse Zaken een visum gekregen om hier te kunnen spreken en de vredesonderhandelingen met Angola voor te bereiden. Het Amerikaans ministerie van Buitenlandse Zaken vroeg echter om zijn uitlevering. De voormalige Amerikaanse minister van Buitenlandse Zaken, Condoleezza Rice, was jarenlang de president-commissaris van Chevron. Op 5 oktober 2005 kwam Bembe voorlopig vrij; de Haagse rechtbank vroeg opheldering aan het Nederlandse ministerie, omdat dat tegenstrijdige uitspraken had gedaan.
Op 8 januari 2010 pleegden leden van FLEC een aanslag op het Togolees voetbalelftal, waarbij drie personen omkwamen en negen gewonden vielen.